# Chính sách thị thực của Tuvalu
Theo luật, công dân của tất cả các nước trừ Khối Schengen đều phải xin thị thực để đến Tuvalu. Thị thực có thể được xin tại cửa khẩu có hiệu lực tối đa 1 tháng. Tất cả du khách phải sở hữu hộ chiếu có hiệu lực 6 tháng.

## Bản đồ chính sách thị thực

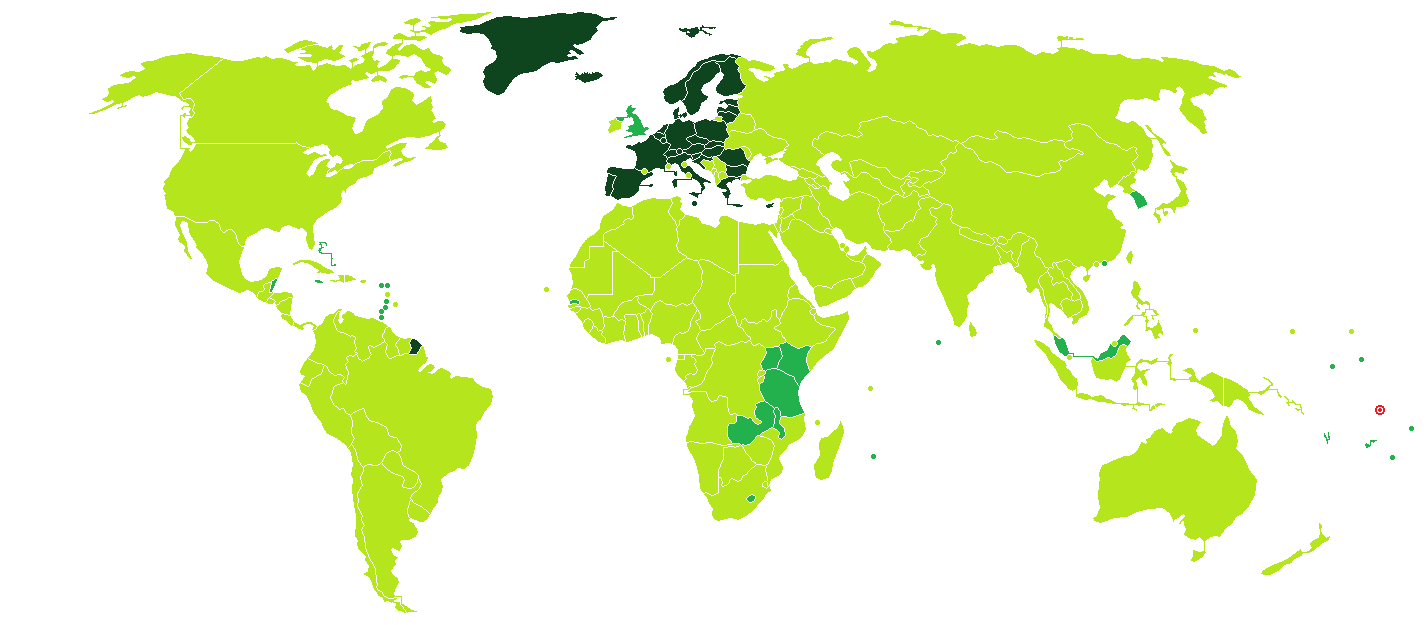
Chính sách thị thực Tuvalu
Tuvalu
Miễn thị thực
Thị thực tại cửa khẩu miễn phí
Thị thực tại cửa khẩu

## Miễn thị thực
- Liên minh Châu Âu: Tuvalu ký thỏa thuận miễn thị thực song phương với Liên minh Châu Âu từ ngày 1 tháng 1 năm 2016. Thỏa thuận này cho phép tất cả các quốc gia liên quan đến Hiệp ước Schengen ở lại không cần thị thực tối đa 90 ngày trong mỗi chu kỳ 180 ngày.[2][3][4]

## Bãi bỏ phí thị thực
Du khách đên từ các quốc gia và vùng lãnh thổ sau được miễn phí thị thực ($100):
| - Samoa thuộc Mỹ - Antigua và Barbuda - Bahamas - Belize - Quần đảo Cayman - Quần đảo Cook - Fiji - Gambia - Gibraltar - Grenada - Hồng Kông - Jamaica - Kenya - Kiribati - Lesotho - Malawi - Malaysia | - Maldives - Mauritius - Montserrat - Nauru - Niue - Samoa - Saint Kitts và Nevis - Saint Lucia - Nhật Bản - Hàn Quốc - Tanzania - Tonga - Trinidad và Tobago - Uganda - Vương quốc Anh - Vanuatu - Zambia |  |